# 卡利尼夫西克 (謝苗諾夫卡區)
52°16′5″N 32°25′10″E / 52.26806°N 32.41944°E
卡利尼夫西克（烏克蘭語：Калинівське），是烏克蘭北部的村莊，隸屬切爾尼希夫州的諾夫霍羅德-錫韋爾斯基區。該村面積0.13平方公里，海拔高度140米，2001年人口29，人口密度每平方公里223.1人。